# Mesomyia aurantiaca
Mesomyia aurantiaca är en tvåvingeart som beskrevs av H. Oldroyd 1957. Mesomyia aurantiaca ingår i släktet Mesomyia och familjen bromsar.
Artens utbredningsområde är Seychellerna. Inga underarter finns listade i Catalogue of Life.